# Pringleophaga kerguelensis
Pringleophaga kerguelensis är en fjärilsart som beskrevs av Günther Enderlein 1905. Pringleophaga kerguelensis ingår i släktet Pringleophaga och familjen äkta malar. Inga underarter finns listade i Catalogue of Life.